# RedOne
Nadir Khayat (tiếng Ả Rập: نادر الخياط; sinh ngày 9 tháng 4 năm 1972), thường được biết đến với nghệ danh RedOne, là một nam nhạc sĩ, ca sĩ, nhà sản xuất thu âm kiêm giám đốc âm nhạc người Thụy Điển gốc Maroc. Là người đứng sau những ca khúc của các nghệ sĩ có tên tuổi, ông được đánh giá là một trong những nhạc sĩ xuất sắc nhất trong thế hệ của mình và là một trong những nhạc sĩ có sức ảnh hưởng nhất trong việc tiên phong dòng nhạc pop đương đại.
Với phong cách sáng tác và sản xuất nhạc độc đáo có sự pha trộn đủ thể loại từ nhạc pop, dance, R&B hay rock, những ca khúc của ông luôn nằm trong các bảng danh sách các ca khúc hay nhất do Billboard bình chọn. Ông là chủ nhân của ba tượng vàng Grammy trong tổng số 10 lần đề cử, ngoài ra ông còn dẫn đầu danh sách các nhà sản xuất âm nhạc hay nhất tại Billboard Hot 100, giành giải thưởng Grammis và được vào danh sách Nhạc sĩ của năm do BMI bình chọn. Ông hiện đang giữ cương vị giám đốc sáng tạo giải trí của FIFA từ tháng 12 năm 2021.

## Tiểu sử

### Khởi đầu sự nghiệp
Ở tuổi 19, RedOne đã rời Maroc đến Thụy Điển để theo đuổi sự nghiệp âm nhạc. Ông đã chọn đất nước này bởi "rất nhiều bản nhạc hay đã ra đời tại đây", với ba nguồn cảm hứng chính là nhóm nhạc ABBA, Europe và Roxette. Ban đầu ông đi theo con đường âm nhạc bằng việc ca hát và chơi guitar tại một số ban nhạc địa phương khác nhau, nhưng sau này ông thấy được sự chuyển hướng khi chuyển sang sáng tác và sản xuất nhạc cho một số ca sĩ. Người có công giúp ông có được sự chuyển hướng đó là Rami Yacoub, một nhạc sĩ nghiên cứu về rock. Ông đã dạy cho RedOne về "lập trình và làm việc với các phần mềm âm nhạc," và hai người cũng đã cùng nhau viết một số bài hát. Theo Yacoub, RedOne làm việc với ông trong phòng thu một năm trước khi Yacoub được mời tham gia Cheiron Studios. Yacoub đã tin cậy RedOne và giúp ông có được bước ngoặt trong sự nghiệp của mình bằng việc giới thiệu Yacoub cho Max Martin. RedOne bắt đầu sự nghiệp sản xuất âm nhạc của mình với loại nhạc Europop.

### Những thành công đầu tiên
Sau nhiều năm nỗ lực, vào năm 2005, RedOne cuối cùng đã đạt được những thành công đáng kể trong sự nghiệp, đầu tiên là với ca sĩ Darin – bài hát "Step Up," đạt vị trí số 1 tại Thụy Điển và thắng giải Grammis (giải Grammy ở Thụy Điển), đoạt giải Bài hát của năm tại Scandinavi, sau đó với các hit "I Wish" và "Little Mama," đề cử cho Thu âm của năm tại giải Juno Award do Carl Henry trình bày. Một số cộng sự và học trò của ông cũng đang là nhà sản xuất âm nhạc như Duo Manny và Gil "The Latin", họ cũng có phong cách âm nhạc tương tự RedOne nhưng có nét riêng biệt và độc đáo.
Vào năm 2006, RedOne gia nhập vào thị trường toàn cầu với "Bamboo," được đặt tên cho "Giai điệu chính thức" của World Cup năm 2006. Được chọn từ hơn 1000 bài hát ứng cử, "Bamboo" làm nhạc nền cho các thương hiệu và giúp xúc tiến các sự kiện trong các chương trình truyền hình, chiến dịch quảng cáo, các nhãn hiệu và một số chương trình khuyến mãi khác, là một phần trong World Cup Official Music Program. Ngoài ra, FIFA đưa ông lên làm nhà sản xuất chính và nhạc sĩ cho World Cup Official Music Program vào năm 2006. RedOne cũng sản xuất một bản "mash-up" remix giữa ca khúc "Hips Don't Lie" do Shakira hợp tác với Wyclef Jean trình bày và "Bamboo" của RedOne. Bản remix được Shakira và Wyclef Jean biểu diễn tại chung kết World Cup năm 2006 tại Berlin, ước lượng khán giả truyền hình toàn cầu là hơn 1,2 tỉ người.
Mặc dù "Bamboo" đã giúp tạo dựng nên tên tuổi của nhà sản xuất trẻ như một nhà sản xuất âm nhạc nổi tiếng trên thị trường thế giới, bản thân RedOne nói rằng đó chưa phải là một tác động lớn lao, ông nghĩ,
"Đó là một thành tích cá nhân tốt của tôi nhưng chỉ về mặt kinh doanh hoặc thu hút thương hiệu để có thêm việc làm thôi, chứ đó chưa phải là một tác động lớn lao, nhất là ở Mỹ. Nó sẽ chỉ mở một cánh cửa hẹp rồi sau đó nhanh chóng đóng lại."